# René Notten
René Notten, né à Hengelo le 20 novembre 1949 et mort à Oranjestad le 22 août 1995, est un footballeur international néerlandais actif principalement durant les années 1970 et 1980. Il joue au poste de milieu de terrain et compte un titre de champion et une Coupe des Pays-Bas à son palmarès.

## Carrière
René Notten découvre le football dans les équipes de jeunes du Pax Hengelo, le club de sa ville natale. En 1966, il est recruté par le FC Twente, où il termine sa formation avant d'être intégré au noyau de l'équipe première deux ans plus tard. Il doit d'abord se contenter d'une place de réserviste, ne jouant que rarement lors de ses deux premières saisons avec les adultes. À partir de la saison 1970-1971, il s'impose progressivement dans le onze de base et devient un titulaire indiscutable sur le flanc gauche du milieu de terrain la saison suivante. Il vit la première période faste du club, qui participe régulièrement à la Coupe UEFA, atteignant notamment les demi-finales en 1972-1973.
En décembre 1974, René Notten est transféré par l'Ajax Amsterdam, un des trois grands clubs du pays, où il s'impose d'emblée au poste de milieu gauche. Le club vit alors quelques saisons moins fastes après un début de décennie florissant, couronné par trois victoires consécutives en Coupe des clubs champions. Il remporte toutefois le titre national en 1977. En octobre, il décide cependant de quitter l'Ajax pour rejoindre les rangs du rival Feyenoord après une dispute avec l'entraîneur Tomislav Ivic.
À Rotterdam, René Notten devient rapidement un joueur important dans l'équipe mais les résultats en championnat sont en deçà des espoirs, le club ne parvenant pas à lutter pour les places européennes. La fin des années 1970 marque le début du renouveau pour le club qui, avec Notten comme capitaine, remporte la Coupe des Pays-Bas 1980 face à l'Ajax. Le club atteint ensuite les demi-finales de la Coupe des vainqueurs de coupe, battu par le FC Dinamo Tbilissi, futur vainqueur.
En juillet 1981, René Notten quitte Feyenoord avec un bilan de 138 matches disputés et 23 buts inscrits et part pour la première fois à l'étranger, au KRC Harelbeke, qui évolue en deuxième division belge. Dix-huit mois plus tard, il retourne aux Pays-Bas et s'engage avec le DS '79, qu'il aide à décrocher le titre en deuxième division. Il n'accompagne pas ses équipiers en Eredivisie et repart à l'étranger, cette fois en Allemagne de l'Ouest, au 1. FC Bocholt, qui évolue alors en Oberliga, le troisième niveau national et premier niveau amateur. L'équipe remporte sa série mais échoue ensuite lors du tour final pour la promotion en 2. Bundesliga. La saison suivante, l'équipe ne parvient pas à se qualifier pour le tour final et, en mars 1985, René Notten quitte le club pour revenir dans son pays natal. Il finit la saison au PEC Zwolle mais ne peut éviter la relégation au club. Il part ensuite pour De Graafschap, où il joue un an en deuxième division avant de prendre sa retraite sportive.
Un an après la fin de sa carrière, René Notten devient l'adjoint de Co Adriaanse au PEC Zwolle et le suit la saison suivante au FC La Haye. Il est licencié en même temps que le reste de l'encadrement technique en mars 1992. Il est ensuite nommé entraîneur principal du FC Emmen, qu'il dirige durant deux saisons en deuxième division. Au début du mois d'août 1995, il est engagé comme sélectionneur de l'équipe d'Aruba mais moins de trois semaines après sa nomination, le 22 août 1995, il meurt d'une crise cardiaque à l'âge de 45 ans.

## Statistiques
| Saison                | Club                  | Championnat           | Championnat | Championnat | Coupe(s) nationale(s) | Coupe(s) nationale(s) | Compétition(s) continentale(s) | Compétition(s) continentale(s) | Compétition(s) continentale(s) | Total | Total |
| Saison                | Club                  | Division              | M.          | B.          | M.                    | B.                    | Comp.                          | M.                             | B.                             | M.    | B.    |
| 1968-1969             | FC Twente             | Eredivisie            | 0           | 0           | -                     | -                     | -                              | 0                              | 0                              | 0     | 0     |
| 1969-1970             | FC Twente             | Eredivisie            | 2           | 1           | -                     | -                     | C3                             | 2                              | 0                              | 4     | 1     |
| 1970-1971             | FC Twente             | Eredivisie            | 18          | 0           | -                     | -                     | C3                             | 5                              | 0                              | 23    | 0     |
| 1971-1972             | FC Twente             | Eredivisie            | 30          | 5           | -                     | -                     | -                              | 0                              | 0                              | 30    | 5     |
| 1972-1973             | FC Twente             | Eredivisie            | 32          | 3           | -                     | -                     | C3                             | 10                             | 2                              | 42    | 5     |
| 1973-1974             | FC Twente             | Eredivisie            | 34          | 4           | -                     | -                     | C3                             | 6                              | 0                              | 40    | 4     |
| 1974-1975             | FC Twente             | Eredivisie            | 11          | 2           | 1                     | 0                     | C3                             | 6                              | 3                              | 18    | 5     |
| Sous-total            | Sous-total            | Sous-total            | 127         | 15          | -                     | -                     | -                              | 29                             | 5                              | 156   | 20    |
| 1974-1975             | Ajax Amsterdam        | Eredivisie            | 20          | 2           | -                     | -                     | C3                             | 0                              | 0                              | 20    | 2     |
| 1975-1976             | Ajax Amsterdam        | Eredivisie            | 32          | 2           | -                     | -                     | C3                             | 6                              | 2                              | 38    | 4     |
| 1976-1977             | Ajax Amsterdam        | Eredivisie            | 25          | 2           | 1                     | 0                     | C3                             | 2                              | 0                              | 28    | 2     |
| 1977-1978             | Ajax Amsterdam        | Eredivisie            | 5           | 1           | 2                     | 1                     | C1                             | 0                              | 0                              | 7     | 2     |
| Sous-total            | Sous-total            | Sous-total            | 82          | 7           | -                     | -                     | -                              | 8                              | 2                              | 90    | 9     |
| 1977-1978             | Feyenoord Rotterdam   | Eredivisie            | 25          | 5           | -                     | -                     | -                              | 0                              | 0                              | 25    | 5     |
| 1978-1979             | Feyenoord Rotterdam   | Eredivisie            | 30          | 6           | 1                     | 0                     | -                              | 0                              | 0                              | 31    | 6     |
| 1979-1980             | Feyenoord Rotterdam   | Eredivisie            | 29          | 2           | -                     | -                     | C3                             | 6                              | 1                              | 35    | 3     |
| 1980-1981             | Feyenoord Rotterdam   | Eredivisie            | 29          | 4           | -                     | -                     | C2                             | 8                              | 4                              | 37    | 8     |
| Sous-total            | Sous-total            | Sous-total            | 113         | 17          | 11                    | 1                     | -                              | 14                             | 5                              | 138   | 23    |
| 1981-1982             | KRC Harelbeke         | Division 2            | -           | -           | -                     | -                     | -                              | 0                              | 0                              | 0     | 0     |
| 1982-1983             | KRC Harelbeke         | Division 2            | -           | -           | -                     | -                     | -                              | 0                              | 0                              | 0     | 0     |
| Sous-total            | Sous-total            | Sous-total            | -           | -           | -                     | -                     | -                              | -                              | -                              | 0     | 0     |
| 1982-1983             | DS '79                | Eerste divisie        | 13          | 1           | -                     | -                     | -                              | 0                              | 0                              | 13    | 1     |
| Sous-total            | Sous-total            | Sous-total            | 13          | 1           | -                     | -                     | -                              | 0                              | 0                              | 13    | 1     |
| 1983-1984             | 1. FC Bocholt         | Oberliga              | -           | -           | -                     | -                     | -                              | 0                              | 0                              | 0     | 0     |
| 1984-1985             | 1. FC Bocholt         | Oberliga              | -           | -           | -                     | -                     | -                              | 0                              | 0                              | 0     | 0     |
| Sous-total            | Sous-total            | Sous-total            | -           | -           | -                     | -                     | -                              | -                              | -                              | 0     | 0     |
| 1984-1985             | PEC Zwolle            | Eredivisie            | 7           | 0           | -                     | -                     | -                              | 0                              | 0                              | 7     | 0     |
| Sous-total            | Sous-total            | Sous-total            | 7           | 0           | -                     | -                     | -                              | 0                              | 0                              | 7     | 0     |
| 1985-1986             | De Graafschap         | Eerste divisie        | 22          | 0           | -                     | -                     | -                              | 0                              | 0                              | 22    | 0     |
| Sous-total            | Sous-total            | Sous-total            | 22          | 0           | -                     | -                     | -                              | 0                              | 0                              | 22    | 0     |
| Total sur la carrière | Total sur la carrière | Total sur la carrière | 364         | 40          | -                     | -                     | -                              | 49                             | 12                             | 413   | 52    |

### Palmarès
- 1 fois champion des Pays-Bas en 1977 avec l'Ajax Amsterdam
- Vainqueur de la Coupe des Pays-Bas en 1980 avec le Feyenoord Rotterdam.
- 1 fois champion des Pays-Bas de deuxième division en 1983 avec le DS '79.

## Carrière internationale
René Notten est convoqué à cinq reprises en équipe nationale néerlandaise. Il dispute son premier match le 27 mars 1974 contre l'Autriche et son dernier le 22 novembre 1975 en Italie. Il n'inscrit aucun but au cours des cinq rencontres qu'il joue.
Le tableau ci-dessous reprend toutes les sélections de René Notten. Le score des Pays-Bas est toujours indiqué en gras.
| Date       | Compétition                        | Adversaire | Lieu      | Score | Remarque |
| ---------- | ---------------------------------- | ---------- | --------- | ----- | -------- |
| 27/03/1974 | Match amical                       | Autriche   | Rotterdam | 1-1   |          |
| 04/09/1974 | Match amical                       | Suède      | Stockholm | 1-5   | 58e      |
| 25/09/1974 | Éliminatoires Euro 1976 (Groupe 5) | Finlande   | Helsinki  | 1-3   | 46e      |
| 09/10/1974 | Match amical                       | Suisse     | Rotterdam | 1-0   | 65e      |
| 22/11/1975 | Éliminatoires Euro 1976 (Groupe 5) | Italie     | Rome      | 1-0   | 70e      |